# Campeonato Africano de Atletismo de 2022 - 10000 m masculino
A prova dos 10000 metros masculino do Campeonato Africano de Atletismo de 2022 foi disputada no dia 8 de junho, no Complexo Esportivo Nacional Cote d'Or, em Saint Pierre, na Maurícia.

## Recordes
Antes desta competição, os recordes mundiais e do campeonato nesta prova eram os seguintes:
|                       | Nome             | Nacionalidade | Tempo      | Local      | Data                 |
| --------------------- | ---------------- | ------------- | ---------- | ---------- | -------------------- |
| Recorde mundial       | Joshua Cheptegei | Uganda        | 26m 11s 00 | Valência   | 7 de outubro de 2020 |
| Recorde do campeonato | Kenneth Kipkemoi | Quênia        | 27m 19s 74 | Porto Novo | 28 de junho de 2012  |
| Recorde africano      | Joshua Cheptegei | Uganda        | 26m 11s 00 | Valência   | 7 de outubro de 2020 |

## Medalhistas
| Ouro               | Prata                  | Bronze                  |
| Mogos Tuemay (ETH) | Chimdessa Debele (ETH) | Abraham Longosiwa (KEN) |

## Cronograma
Todos os horários são locais (UTC+4). 
| Data       | Hora  | Evento |
| ---------- | ----- | ------ |
| 8 de junho | 14:35 | Final  |

## Resultado final
A final ocorreu dia 8 de junho às 14:35.
| Posição           | Atleta               | Nacionalidade                  | Tempo    | Notas |
| ----------------- | -------------------- | ------------------------------ | -------- | ----- |
| Medalha de ouro   | Mogos Tuemay         | Etiópia                        | 29:19.01 |       |
| Medalha de prata  | Chimdessa Debele     | Etiópia                        | 29:22.74 |       |
| Medalha de bronze | Abraham Longosiwa    | Quênia                         | 29:23.02 |       |
| 4                 | Julius Kipkwony      | Quênia                         | 29:24.41 |       |
| 5                 | Mulat Bazezew        | Etiópia                        | 29:34.51 |       |
| 6                 | Yves Nimubona        | Ruanda                         | 29:39.44 |       |
| 7                 | Mbuleli Mathanga     | África do Sul                  | 29:40.86 |       |
| 8                 | Elroy Gelant         | África do Sul                  | 29:41.40 |       |
| 9                 | Djamal Abdi Dirieh   | Djibuti                        | 29:42.69 |       |
| 10                | Moumin Bouh Guelleh  | Djibuti                        | 29:57.43 |       |
| 11                | Ali Chebures         | Uganda                         | 30:27.66 |       |
| 12                | Tebello Ramakongoana | Lesoto                         | 30:47.40 |       |
| 99                | Alex Kambale         | República Democrática do Congo | DNS      |       |
| 99                | François Musafiri    | República Democrática do Congo | DNS      |       |
| 99                | Toka Badboy          | Lesoto                         | DNS      |       |
| 99                | Mohamed Fares        | Marrocos                       | DNS      |       |
| 99                | Yousif Musa          | Sudão                          | DNS      |       |
| 99                | Joseph Panga         | Tanzânia                       | DNS      |       |

Legenda
| Recorde mundial       | Recorde mundial (World record)               |                       | Recorde africano                      | Recorde africano (African) |                                           | Q | Classificado por posição (Qualified) |
| Recorde do campeonato | Recorde do campeonato (Championship record)  | Recorde da América    | Recorde da América (Americas)         | q                          | Classificado por melhor tempo (Qualified) |   |                                      |
| Melhor marca do ano   | Melhor marca do ano (World leading)          | Recorde asiático      | Recorde asiático (Asian)              | DNS                        | Não largou (Did not start)                |   |                                      |
| Recorde nacional      | Recorde nacional (National record)           | Recorde europeu       | Recorde europeu (European)            | DNF                        | Não terminou (Did not finish)             |   |                                      |
| Recorde pessoal       | Recorde pessoal do atleta (Personal best)    | Recorde da Oceania    | Recorde da Oceania (Oceania)          | DSQ / DQ                   | Desclassificado (Disqualified)            |   |                                      |
| Recorde da temporada  | Recorde da temporada do atleta (Season best) | Recorde sul-americano | Recorde sul-americano (South America) | NM                         | Sem marca (No mark)                       |   |                                      |